# Benjamin Büchel
Benjamin Büchel (Ruggell, 4 de julio de 1989) es un futbolista liechtensteiniano que juega como portero en el F. C. Vaduz de la Challenge League, del que es capitán, y en la selección nacional de Liechtenstein.

## Trayectoria
Nacido en Ruggell, Büchel desarrolló sus primeros años de carrera en Liechtenstein, en el FC Ruggell y el USV Eschen/Mauren, así como en el club suizo FC Widnau.
Firmó un contrato de seis meses con el club inglés AFC Bournemouth en agosto de 2012. Con ello se convirtió en el segundo jugador de Liechtenstein que juega en Inglaterra (después de Franz Burgmeier, que jugó en el Darlington en la temporada 2008-09), y solo el cuarto jugador de Liechtenstein que juega fuera del país.
Firmó un contrato de préstamo de un mes con Dorchester Town en febrero de 2013, disputando tres partidos de liga con el club.
En diciembre de 2013 fichó por el Southern Football League, Poole Town cedido hasta el 18 de enero de 2014, con el que disputó 6 partidos de liga.
En febrero de 2014 se marchó cedido al Havant & Waterlooville, donde disputó 18 partidos de liga.
En octubre de 2014 se marchó cedido al Welling United.
Fue liberado por el Bournemouth al final de la temporada 2014-15, y fichó por el Oxford United en septiembre de 2015. El 6 de octubre de 2015, debutó con el Oxford United en la victoria por 2-0 frente a un rival cercano Swindon Town en el Football League Trophy. Compartió la titularidad en la portería con Sam Slocombe durante la 2015-16 season, ambos porteros disputaron 23 partidos de Liga, pero el nombramiento de Simon Eastwood hizo que no disputara ningún partido en la primera mitad de la temporada siguiente y se le comunicó que era libre de marcharse durante la ventana de traspasos de enero.
Büchel fichó por el Barnet en calidad de cedido de urgencia en marzo de 2017 y fue liberado por el Oxford en mayo de 2017, una vez finalizada la temporada 2016-17. 

## Selección nacional
Debutó como internacional con Liechtenstein en 2008, como suplente en un amistoso contra Eslovaquia.
En 2022 fue nombrado Futbolista del Año de Liechtenstein.